# Joaquim Araujo Delgado
Joaquim Araujo Delgado, conegut futbolísticament com a Quim Araujo (Barcelona, 10 de març de 1988) és un futbolista català que juga com a migcentre per l'Águilas FC.
Quim Araujo va iniciar-se al RCD Espanyol fins a l'edat d'aleví. Posteriorment va jugar a la UDA Gramenet els dos anys d'infantil, i al CE Premià els dos anys de cadet i el primer de juvenil. El seu següent equip va ser el CF Badalona, on va militar dos anys més de juvenil, l'últim debutant amb el segon equip badaloní, el CF Badalona B, a Primera Catalana.
L'estiu de 2007 Quim Araújo va fitxar per la UDA Gramenet B de Primera Catalana, amb qui no va poder evitar el descens i la segona campanya al filial colomenc la va disputar a la Preferent Territorial.
De cara a la temporada 2009-2010 Quim Araujo va fitxar pel CF Muntanyesa, equip amb el qual despuntaria, aconseguint l'ascens a Tercera divisió, i quedant-se a les portes de l'ascens a Segona B la temporada següent. El paper fonamental de Quim Araujo en la històrica temporada de l'equip de Nou Barris no va passar desapercebut per ningú, i la UE Sant Andreu de Piti Belmonte va incorporar Quim Araujo de cara a la temporada 2011-2012. Quim Araujo va debutar a la Segona B el 21 d'agost de 2011 en el primer partit de lliga contra l'Andorra CF.
Després d'estar dues temporades al Sant Andreu va decidir agafar nous aires a la Sociedad Deportiva Compostela on després d'una temporada a l'equip gallec va fitxar pel Club Deportivo Eldense on va jugar fins al mercat hivernal, en l'actualitat és jugador del Valencia Club de Fútbol Mestalla.